# 마가즈
마가즈(힌디어: मग़ज़, 우르두어: مغز, 벵골어: মগজ)는 베자(힌디어: भेजा, 우르두어: بھیجا)라고도 알려진 인도 아대륙에서 유래한 부속 고기 요리로, 파키스탄, 방글라데시, 인도 요리에서 인기가 많다. 소, 염소, 또는 양의 뇌를 소스와 함께 제공한다.
인도의 하이데라바드 요리에서는 마가즈 마살라(베자 프라이)가 튀긴 염소 뇌 요리의 진미로 꼽힌다. 모고즈 부나는 방글라데시 요리에서 인기 있는 요리로, 소나 양/염소의 뇌를 매운 양념에 볶은 것이다. 아몬드와 피스타치오가 자주 첨가된다.